# Носенко, Виктория Павловна
Виктория Павловна Носенко (4 октября 1994, Краснодар) — российская футболистка, вратарь московского «Спартака». Выступала за сборную России. Мастер спорта России.

## Биография
Воспитанница краснодарской СДЮСШОР № 5 и клуба «Кубаночка», тренеры — Татьяна Зайцева, Наталья Дыгай. Становилась серебряным призёром Спартакиады учащихся России. В составе дубля «Кубаночки» — победительница первенства России среди дублширующих составов.
На взрослом уровне сыграла первый матч в высшей лиге России 11 октября 2011 года против «Мордовочки» (0:1), однако затем в течение двух лет не сыграла ни одного матча за первый состав клуба. Вернулась в основу «Кубаночки» в 2014 году, сыграв за сезон 13 матчей в чемпионате. Всего за шесть сезонов в составе «Кубаночки» провела 27 матчей в высшей лиге. Трёхкратная финалистка Кубка России (2014, 2015, 2016). В 2017 году потеряла место в основном составе и позднее покинула клуб.
В 2018—2023 годах выступала за московский «Локомотив». Серебряный призёр чемпионата России 2019 и 2020 годов, чемпионка России 2021 года. В начале 2024 года перешла в «Спартак». Бронзовый призёр чемпионата России 2024.
Выступала за юношескую и молодёжную сборную России. Участница финального турнира чемпионата Европы среди молодёжных команд 2011 года. В национальной сборной России дебютировала 11 ноября 2019 года в матче против молодёжной сборной Швеции, заменив в перерыве Татьяну Щербак.